# Аполлон-10
«Аполло́н-10» (англ. Apollo 10) — американский пилотируемый космический корабль, совершивший 18 — 26 мая 1969 года финальный (перед выполнением основной задачи) испытательный полёт к Луне в полной (командный и лунный модули) конфигурации, в ходе подготовки экспедиций на Луну в рамках программы «Аполлон».
«Аполлон-10» установил рекорд скорости пилотируемого космического корабля: 39 893,68 км/ч (11 081,58 м/с). Это произошло 26 мая во время обратного полёта.
Экипаж «Аполлона-10» впервые использовал в космосе специальную телекамеру и впервые вёл цветную телетрансляцию во время полёта. В июне того же года Том Стаффорд, Джон Янг и Юджин Сернан были отмечены премией «Эмми».

## Экипажи
Основной экипаж
- Томас Стаффорд — командир (3-й космический полёт)
- Джон Янг — пилот командного модуля (3-й космический полёт)
- Юджин Сернан — пилот лунного модуля (2-й космический полёт)

Экипаж был составлен из ветеранов программы «Джемини», все имели опыт полётов. Янг и Сернан впоследствии высадились на Луне как командиры кораблей «Аполлон-16» и «Аполлон-17» соответственно.
Дублирующий экипаж
- Гордон Купер
- Донн Айзли
- Эдгар Митчелл

Экипаж поддержки
- Чарльз Дьюк
- Джо Энгл
- Джеймс Ирвин
- Джек Лаусма
- Брюс Маккэндлесс

## Общие сведения
- Корабль включал в себя командный модуль (образец 106) и лунный модуль (образец LM-4).
- Для командного модуля астронавты выбрали позывной «Чарли Браун» (имя мальчика, персонажа популярной серии комиксов), для лунного модуля — «Снупи» (кличка щенка Чарли Брауна).
- Масса корабля 42,9 т.
- Для запуска использовалась ракета «Сатурн-5» (образец AS-505).
- Цель полёта — комплексные испытания корабля (командный и лунный модули) на селеноцентрической орбите.

## Задачи полёта
Программа полёта корабля предусматривала проведение всех операций, которые предстояло осуществить при высадке людей на Луну, за исключением завершающего этапа посадки на Луну, пребывания на Луне и старта с Луны. Некоторые специалисты НАСА после успешных полётов кораблей «Аполлон-8» и «Аполлон-9» рекомендовали обойтись без «генеральной репетиции» и использовать корабль «Аполлон-10» для первой высадки людей на Луну. Руководство НАСА сочло необходимым предварительно провести ещё один испытательный полёт. Основными задачами полёта являлись: комплексные испытания командного и лунного модулей на селеноцентрической орбите с проведением всех операций, необходимых для высадки астронавтов на поверхность Луны; отработка навигации на селеноцентрической орбите; испытания радиолокатора, обеспечивающего встречу командного и лунного модуля; испытания радиолокатора, обеспечивающего посадку на Луну; фотографирование и киносъёмка Земли и Луны.

## Предстартовая подготовка и старт
Ракета-носитель с кораблём находилась на стартовой позиции с 11 марта 1969 года.
27 апреля 1969 года, за три недели до расчётного момента запуска, из заправленного бака первой ступени ракеты-носителя вытекло 19 тысяч литров топлива. Произошло это по следующей причине: операторы, готовившие ракету с кораблём к старту, устраняли течь в наземном оборудовании. При этом по ошибке оператора или из-за неправильно составленной инструкции была выключена система наддува бака. Клапаны, рассчитанные на определённое давление, открылись и из бака вытекла часть топлива. Образовавшееся в баке отрицательное давление привело к некоторой деформации днища и было опасение, что в днище могли возникнуть трещины. Визуальный осмотр бака и дефектоскопия с помощью флюоресцирующих красок наличия трещин не показали. Несмотря на это, было решено провести дополнительные гидростатические испытания бака, которые прошли успешно.
В дальнейшем никаких существенных осложнений не наблюдалось и в расчётное время, 18 мая 1969 года в 16 часов 49 минуты по Гринвичу, корабль «Аполлон-10» стартовал.
Двигатели всех трёх ступеней ракеты-носителя отработали в соответствии с расчётной программой, корабль был выведен на геоцентрическую орбиту, близкую к расчётной.

## Второй старт и полёт к Луне
После выхода последней ступени ракеты-носителя с кораблём на начальную геоцентрическую орбиту экипаж в течение примерно двух часов производил проверку бортовых систем.
Двигатель последней ступени ракеты-носителя был включён для перевода корабля на траекторию полёта к Луне в 2 часа 33 минуты 26 секунд полётного времени и проработал 343 секунды.
В 3 часа 3 минуты 28 секунд полётного времени начался манёвр перестроения отсеков, который завершился с первой попытки через 14 минут. Во время манёвра по перестроению отсеков, астронавты провели плановый сеанс цветного телевидения.
После стыковки астронавты наполнили кислородом переходный туннель из командного модуля в лунный. В 4 часа 38 минут полётного времени, когда один из астронавтов влез в туннель для проверки захватов стыковочного узла, выяснилось, что под воздействием струи газа частично отслоилась алюминиевая облицовка туннеля, закрывающая теплозащитный слой из стекловаты. Частицы стекловаты распространились по отсекам экипажа в лунном и командном модулях. Частицы проникали в дыхательные пути и под комбинезоны астронавтов, вызывая кашель, чихание и кожный зуд.
В 3 часа 56 минут полётного времени корабль (командный и лунный модуль) отделился от последней ступени ракеты-носителя, отдалился от неё на безопасное расстояние и начал самостоятельный полёт к Луне.
По команде с Земли был произведён слив компонентов топлива из последней ступени ракеты-носителя, в результате чего ступень в дальнейшем под влиянием лунного притяжения вышла на гелиоцентрическую орбиту, где и находится до настоящего времени.
На траектории полёта к Луне астронавты провели все плановые и несколько внеплановых сеансов цветного телевидения.
Траектория полёта корабля к Луне была настолько близка к расчётной, что от трёх из четырёх возможных коррекций отказались. Единственная коррекция была произведена в 26 часов 35 минут 56 секунд полётного времени, когда корабль находился на расстоянии примерно 200 000 километров от Земли. Основной двигатель командного модуля был включён на 7 секунд.
В первую половину полёта к Луне из-за необходимости обеспечения заданного режима равномерного нагрева Солнцем всех участков корпуса корабля очень часто автоматически включались вспомогательные двигатели командного модуля, что, во-первых, нарушало сон астронавтов, а, во-вторых, приводило к лишним затратам топлива, что очень беспокоило экипаж, хотя руководители полёта считали перерасход незначительным. Во второй половине полёта к Луне режим был изменён и частого включения вспомогательных двигателей не требовалось.

## Переход на орбиту Луны, полёт вокруг Луны
В 75 часов 55 минут 53 секунды полётного времени, на расстоянии примерно 165 км от Луны был включён основной двигатель, который проработал 356 секунд и перевёл корабль на эллиптическую селеноцентрическую орбиту с высотой периселения 109 км, высотой апоселения 315 км и периодом обращения 2 часа 10 минут. Пульс Стаффорда в период работы двигателя поднялся до 120 ударов в минуту.
В 80 часов 25 минут 07 секунд полётного времени двигатель был снова включён для перевода корабля на орбиту, близкую к круговой. Двигатель проработал 14 секунд и перевёл корабль на орбиту с высотой периселения 108,5 км и высотой апоселения 113,8 км.
На восемьдесят третьем часу полёта Стаффорд и Сернан перешли в лунный модуль и в течение примерно двух часов производили проверку бортовых систем, после чего возвратились в отсек экипажа командного модуля. Проверка показала исправность систем, и астронавты получили разрешение провести главный эксперимент данного полёта, предусматривающий отделение лунного модуля и его сближение с Луной до расстояния примерно 15 км с целью имитации основных манёвров (кроме собственно посадки) следующего полёта, а также с целью визуального наблюдения и съёмки выбранного основного потенциального места посадки лунного модуля корабля «Аполлон-11» и подходов к нему.
В 94 часа 31 минуту полётного времени Сернан без скафандра перешёл в лунный модуль и начал завершающую проверку бортовых систем. Через некоторое время к нему присоединился Стаффорд (в скафандре), и астронавты начали готовить лунный модуль к автономному полёту. Несколько позже Сернан вернулся в отсек экипажа командного модуля, надел скафандр и в 95 часов 07 минут полётного времени окончательно перешёл в лунный модуль.
Незадолго перед расчётным моментом расстыковки отказал клапан, обеспечивающий стравливание давления в переходном туннеле между лунным и командным модулем. Первоначально предполагали, что клапан был засорён частицами стекловаты, но позже выяснилось, что одна из деталей клапана имела производственный дефект.
Перед расстыковкой давление должно было быть стравлено, иначе могло произойти разрушение конструкции под действием ударной волны. Пришлось стравить давление через разгерметизированный отсек экипажа лунного модуля. Перед расстыковкой возникла ещё одна неисправность. При включении двигателей системы ориентации лунного модуля с целью их проверки, вследствие избыточного давления в переходном туннеле, произошло смещение на три градуса углового положения командного модуля относительно лунного. Само это смещение было неопасным (допустимо смещение до шести градусов; при большем смещении захваты во время расстыковки могли быть повреждены), однако от дальнейших испытаний двигателей системы ориентации лунного модуля было решено отказаться, поскольку при этом могло быть превышено допустимое угловое смещение.
Расстыковка лунного модуля была произведена на 12-м витке над невидимой стороной Луны в 98 часов 22 минуты полётного времени. Когда разделившиеся лунный и командный модули появились из-за Луны, и связь с ними восстановилась, Янг сообщил, что они совершают групповой полёт на расстоянии около 12 метров. Групповой полёт продолжался 25 минут. Янг развернул командный модуль на 180 градусов относительно продольной оси, чтобы Солнце не светило прямо в окна. Стаффорд и Сернан провели визуальный осмотр и фотографирование командного модуля.
Затем Стаффорд развернул лунный модуль, чтобы Янг мог произвести визуальный осмотр и фотографирование. В период группового полёта Янг провёл сеанс цветного телевидения, показывая лунный модуль.
В 98 часов 47 минут 16 секунд полётного времени Янг на шесть секунд включил вспомогательные двигатели командного модуля для увода его от лунного модуля, в результате чего командный модуль перешёл на орбиту с высотой периселения 107 км и высотой апоселения 115 км. В течение примерно полувитка проводились испытания радиолокатора лунного модуля, обеспечивающего встречу на орбите. Включение радиолокационного приёмоответчика командного модуля удалось только со второй попытки. При первой попытке не сработала система подвода питания. Наземный оператор быстро установил, что Янг не переключил соответствующий тумблер.
В 99 часов 46 минут полётного времени, когда лунный и командный модули находились над невидимой стороной Луны, был включён двигатель посадочной ступени лунного модуля. Двигатель проработал 28 секунд. В результате лунный модуль перешёл на орбиту с высотой периселения 14,3 км и высотой апоселения 113,2 км. При подходе к периселению и при прохождении периселения были успешно проведены испытания радиолокатора, обеспечивающего посадку на Луну. Астронавты провели визуальное наблюдение подходов к участку посадки и самого участка, который они наблюдали в течение 6 минут, двигаясь относительно Луны со скоростью 1,65 км/с. Стаффорд сообщил, что для посадки подходит всего 25—30 % площади участка, но посадка возможна, если в лунном модуле достаточно топлива для горизонтального перемещения над Луной на небольшой высоте в поисках подходящей площадки. Съёмка участка при сближении с ним не удалась вследствие выхода из строя камер. Отмечалась плохая связь между лунным модулем и Землёй во время сближения модуля с Луной.
После нескольких манёвров лунного модуля и повторного испытания радиолокатора, обеспечивающего встречу на орбите, на 14-м витке со второй попытки было осуществлено отделение взлётной ступени лунного модуля от посадочной ступени. Стаффорд включил вспомогательные двигатели взлётной ступени для увода её от посадочной ступени перед включением основного двигателя взлётной ступени. В этот момент началось неожиданное вращение взлётной ступени. Стаффорд опасался, что произойдет складывание рамок гироскопов в основной системе наведения лунного модуля, но ему удалось с помощью ручной системы ориентации стабилизировать взлётную ступень до этого момента. Вращение взлётной ступени объясняют тем, что неожиданно начала отрабатываться автоматическая программа радиолокационного поиска командного модуля. Позже было установлено, что астронавты за несколько секунд до возникновения вращения ошибочно установили в неправильное положение один из тумблеров. Подчёркивалось, что даже если бы астронавтам не удалось стабилизировать взлётную ступень, это произошло бы автоматически, но несколько позже, после того, как радиолокатор захватил бы приёмоответчик командного модуля. Частота пульса Сернана во время этого эпизода поднялась до 129 ударов в минуту, он был очень взволнован и несколько раз крикнул Стаффорду, чтобы тот немедленно переходил на аварийную систему наведения.
Стабилизировав взлётную ступень, Стаффорд в 102 часа 55 минут 01 секунду полётного времени начал манёвры по сближению с командным модулем. После нескольких манёвров было произведено выравнивание скоростей (за Луной), и в зону видимости командный модуль и взлётная ступень лунного модуля вошли на 16-м витке уже в режиме группового полёта на расстоянии нескольких метров друг от друга. Операции по сближению астронавты выполнили без всяких трудностей, хотя это считалось самым сложным этапом полёта.
Операцию по причаливанию и стыковке осуществил Янг, произведя стыковку в 106 часов 22 минуты полётного времени. Раздельный полёт командного и лунного модулей продолжался примерно восемь часов.
Стаффорд и Сернан перешли из взлётной ступени лунного модуля в отсек экипажа командного модуля. Взлётная ступень была отделена. Перед этим астронавты перенесли в неё в мешках весь мусор, накопившийся в отсеке экипажа командного модуля. После отделения ступени астронавты обеспечили увод командного модуля на безопасное расстояние, и по команде с Земли был включён двигатель взлётной ступени. При отделении ступени отсек экипажа на ней разгерметизировался, заданная ориентация ступени не обеспечивалась, и в результате включения двигателя ступень перешла не на гелиоцентрическую орбиту, как планировалось, а лишь на несколько иную селеноцентрическую орбиту. Командный модуль после этого оставался на орбите ещё примерно в течение 29 часов. Астронавты наблюдали лунные ориентиры и вели съёмку участков посадки, а также съёмку интересных в научном отношении элементов лунного рельефа. Цвет поверхности Луны им казался серовато-коричневым.
Во время полёта корабля «Аполлон-10» более 175 астрономов в 34 странах мира вели наблюдения за Луной, стараясь зарегистрировать кратковременные лунные явления, такие, как пульсирующее свечение, возрастание яркости, изменения цвета и прочие, чтобы затем сравнить свои наблюдения с наблюдениями этих явлений экипажем корабля. Однако большинство подобных явлений наблюдалось в областях Луны, находившихся вне зоны видимости с корабля.
За несколько часов до перехода на траекторию полёта к Земле командный модуль прошёл на сравнительно небольшом расстоянии от отделившейся накануне взлётной ступени лунного модуля. Астронавты опасались столкновения, но специалисты-баллистики заверили их, что это исключено.
Телевизионный сеанс, запланированный на 127-й час полёта по предложению Стаффорда был отложен на 5 часов 40 минут, чтобы можно было показать более впечатляющий вид Луны. Сеанс продолжался более часа (вместо 40 минут по плану). Отмечалось очень хорошее качество изображения.

## Старт к Земле
В 137 часов 36 минут 28 секунд полётного времени, после 61 часа 40 минут пребывания на орбите Луны на 32-м витке был включён основной двигатель командного модуля для обеспечения перехода на траекторию полёта к Земле.
Сразу после перехода на траекторию полёта к Земле астронавты провели сеанс цветного телевидения длительностью 53 минуты, в ходе которого показывалась постепенно удаляющаяся Луна. Некоторое время была видна обратная сторона Луны.

## Возвращение на Землю
Траектория полёта корабля к Земле была очень близка к расчётной. Из трёх возможных коррекций решили провести только одну. Она была осуществлена в 188 часов 49 минут 56 секунд полётного времени путём включения вспомогательных двигателей командного модуля на 6,6 секунды.
В ходе полёта к Земле было проведено несколько сеансов цветного телевидения с борта, последний с расстояния 66 000 километров от Земли.
Примерно за сутки до приводнения астронавты побрились на борту, впервые за всю историю американских пилотируемых полётов.
В 191 час 34 минуты 30 секунд полётного времени произошло отделение отсека экипажа от двигательного отсека. В 191 час 49 минут 11 секунд полётного времени отсек экипажа вошёл в атмосферу. Пропадание радиосигнала длилось 3 минуты 12 секунд. Приводнение отсека экипажа произошло в 192 часа 03 минуты 25 секунд полётного времени в Тихом океане  между островами Кука и Американским Самоа в точке с координатами 15°01′ ю. ш. 164°41′ з. д. в 6,3 км от авианосца «Принстон».
Спуск отсека экипажа на парашютах наблюдали с корабля и передавали по телевидению. На плаву отсек сразу установился днищем вниз. Приводнение произошло через 40 минут после восхода Солнца в месте посадки.
Астронавты открыли люк, были подняты на борт вертолёта и доставлены на авианосец через 49 минут после приводнения. Отсек экипажа также был поднят на борт авианосца.
На корабле астронавты прежде всего приняли душ, поскольку они очень страдали от кожного зуда, вызванного частицами стекловаты, распространившимися по отсеку экипажа.
Менее, чем через сутки после приводнения астронавтов доставили в Хьюстон, где они начали отчитываться о полёте.

## Результаты полёта
Руководители НАСА признали полёт полностью успешным. Астронавты выполнили главные задачи полёта (проведение манёвров на селеноцентрической орбите и осмотр выбранного места посадки следующей экспедиции), а также почти все второстепенные задачи. Основными достижениями считаются: получение информации, продемонстрировавшей пригодность выбранного участка для высадки астронавтов на Луну; приобретение астронавтами и наземным персоналом ценного опыта управления полётом командным и лунным модулями в ходе полёта на селеноцентрической орбите; проведение впервые в истории космонавтики сеансов цветного телевидения с борта;отличное состояние всего экипажа в течение всего полёта, впервые за всю историю пилотируемых полётов по программе «Аполлон». На лунной орбите экипаж провёл 61,6 часа, совершив 31 виток.
Экипаж «Аполлона-10» впервые использовал в космосе специально разработанную для миссии телекамеру и также впервые вёл цветную телетрансляцию во время полёта. В результате 9 июня того же года Том Стаффорд, Джон Янг и Юджин Сернан были награждены премией «Эмми».

## Источник
- Программа «Аполлон». Часть II. Обзор по материалам открытой иностранной печати / Сост. Д. Ю. Гольдовский. — Калининград: ГОНТИ-1 (Головной отдел научно-технической информации ЦНИИМаш), 1971. — 650 экз.